# ミライフ
ミライフ株式会社 (MELIFE Co., LTD.) は、シナネングループで液化石油ガスや石油製品の販売を中心に行う企業である。